# Bar u Folies-Bergère
Bar u Folies-Bergère (francuski: Un bar aux Folies Bergère) je slavno ulje na platnu i posljednja velika slika Édouarda Maneta.
Ona se suprotstavlja sretnom ozračju slika poput Renoirovog Plesa kod Moulin de la Galettea. U središtu slike je šankerica u baru Folies-Bergère, velikom noćnom klubu koji je imao nekoliko barova oko plesnog podija koji je služio za cirkuske, glazbene i vodviljske predstave. U odrazu iza šankerice vidi se nešto elegantne mase koju upravo zabavlja predstava na trapezu (u gornjem lijevom kutu se mogu vidjeti noge jednog od izvođača).
Na mramornom šanku Manet je složio veličanstvenu izložbu mrtve prirode sastavljene od boca likera, mandarina i cvijeća, koji se povezuju ne samo po užitcima po kojima je bar Folies-Bergère bio poznat, nego i sa samom šankericom čije široke usne, snažan vrat i čvrsto uvezana zlatna kosa odjekuju na bocama za šampanjac. No, njezino je držanje u suprotnosti s ovim sjajem. Manet smješta gledatelja izravno ispred nje, u položaj mušterije. No, ona se ne smiješi kako bi očekivali od uslužnog radnika koji prima mušterije, niti daje naznake pozornosti. Umjesto toga, ona se doimlje zamišljenom i blago depresivnom. Dok u zrcalu iza nje vidimo kako je zapravo nagnuta prema mušteriji koju naočigled gleda izravno u oči. Manet je smjestio ovaj odraz u samom gornjem desnom kutu slike nagovještujući kako je zrcalo blago nagnuto prema dole. Tako je vješto uklonio fizičko i psihološko nepodudaranje ove dvije osobe. Zapravo, bilo je mnogo rasprava o tome što je zapravo Manet želio postići ovakvom kompozicijom. Jedna od mogućnosti je u suprotstavljanju žudnji za srećom i intimnošću, koje se zrcale u zrcalu, s razočaravajućom stvarnošću svakodnevnog života koja se izravno sukobljava s pogledom promatrača.

## Vanjske poveznice
- The Guardian